# Generalkommission der Gewerkschaften Deutschlands
Die Generalkommission der Gewerkschaften Deutschlands (GK) war von 1890 bis 1919 das überverbandliche Gremium der freigewerkschaftlichen Einzelverbände und als solches als zentrale Leitungsinstanz tätig.
Die GK wurde am 16. und 17. November 1890 auf einer Konferenz in Berlin gegründet, zu der die Vertrauensleute des Deutschen Metallarbeiterverbandes geladen hatten. Ausschlaggebend für ihre Entstehung war die Konstituierung eines ersten branchenübergreifenden Arbeitgeberverbandes in Hamburg, der u. a. „durch Aussperrungen zwei Gewerkschaften völlig auf[rieb] und zwei weitere an den Rand ihrer Existenz [brachte].“ Begünstigt wurde die Gründung des Dachverbandes als überverbandliches Koordinierungs- und Agitationsgremium durch die Aufhebung des Sozialistengesetzes. Zum ersten Vorsitzenden der GK wurde Carl Legien gewählt. Er führte den Dachverband bis zu seinem Tode im Jahr 1920.
In den ersten Jahren ihres Bestehens erarbeitete sich die GK immer mehr Kompetenzbereiche innerhalb der sozialdemokratischen Arbeiterbewegung. Dieser Prozess verlief parallel zur Entwicklung der Freien Gewerkschaften zur Massenorganisation. 1899 erhielt die Generalkommission in einem Organisationsstatut erstmals verbindlich abgegrenzte Aufgabengebiete, 1906 wurde sie durch das Mannheimer Abkommen erstmals von der SPD als neben der Parteiführung gleichberechtigtes Leitungsgremium der Arbeiterbewegung anerkannt und als politische Zentralinstanz der Gewerkschaftsbewegung behandelt. So verfestigte sich die gesamtgewerkschaftliche Führungsrolle der GK bis zum Beginn des Ersten Weltkrieges, was von den gewerkschaftlichen Einzelverbänden stillschweigend akzeptiert wurde. Zu ihren publizistischen Aufgaben zählte ab 1891 die Herausgabe des Correspondenzblattes als Zentralorgan der Gewerkschaften. Weitere Aufgabengebiete umfassten Agitation sowie statistisches Erfassen und Dokumentieren der Lage der Arbeiterschaft. Sie unterhielt ein Zentralarbeitersekretariat, sorgte für die Durchführung der Beschlüsse der Gewerkschaftskongresse und repräsentierte die Gewerkschaftsbewegung schließlich auch auf der politischen Ebene. 1908 wurde die Mitgliederzahl von sieben auf 13 erhöht.
Zu Beginn des Ersten Weltkrieges entschloss man sich noch vor der Reichstagsfraktion der SPD die Burgfriedenspolitik zu unterstützen. Die Gewerkschaften erklärten, für die Dauer des Krieges auf Streiks zu verzichten, und gaben damit ihr Druckmittel gegenüber den Arbeitgebern auf. Diese Politik behielt die Generalkommission während des gesamten Krieges bei und entwickelte sich währenddessen zur maßgeblichen Entscheidungsinstanz, die die Politik und das Handeln der Freien Gewerkschaften in der Kriegszeit bestimmte. Oppositionelle Gruppen gegen die Burgfriedenspolitik innerhalb der Gewerkschaftsbewegung formierten sich etwa in Form der Revolutionären Obleute.
Bei Kriegsende und während der Novemberrevolution 1918 entschied man sich für ein Bündnis mit den Unternehmern in der Zentralarbeitsgemeinschaft und gegen revolutionäre Experimente. So wirkte die Generalkommission entscheidend für den Weiterbestand der bestehenden Wirtschaftsordnung.
Auf dem ersten Nachkriegskongress der Freien Gewerkschaften 1919 in Nürnberg wurde mit dem Allgemeinen Deutschen Gewerkschaftsbund (ADGB) die organisatorische Nachfolgeorganisation der Generalkommission gegründet. Der Bundesvorstand des ADGB als direktes Nachfolgegremium der Generalkommission zeigte eine erstaunliche personelle Kontinuität zur Vorkriegszeit auf. So wurde die Arbeit der Generalkommission besonders durch das Wirken ihres langjährigen Vorsitzenden Carl Legien geprägt.